# Sigurd Sjöstrand
Reinhold Sigurd Alvino Sjöstrand, född 6 augusti 1858 i Gränna, död okänt år, var en svensk xylograf.
Han var son till en bryggare och var inskriven som elev vid Konstakademien i Stockholm 1873–1876 där han endast bevistade undervisningen vid slöjdskolan. Han arbetade därefter några år som xylograf i Stockholm men efter slutet av 1870-talet kan man inte spåra honom i några mantalshandlingar för Stockholm. (Enligt Rotemansarkivet utflyttad till Nordamerika 1882.) Han xylograferade en bilaga som följde med Svenska Tidningar 1878 som visade 16 porträtt av huvudpersonerna i det rysk-turkiska kriget 1877–1878.